# Język antylski

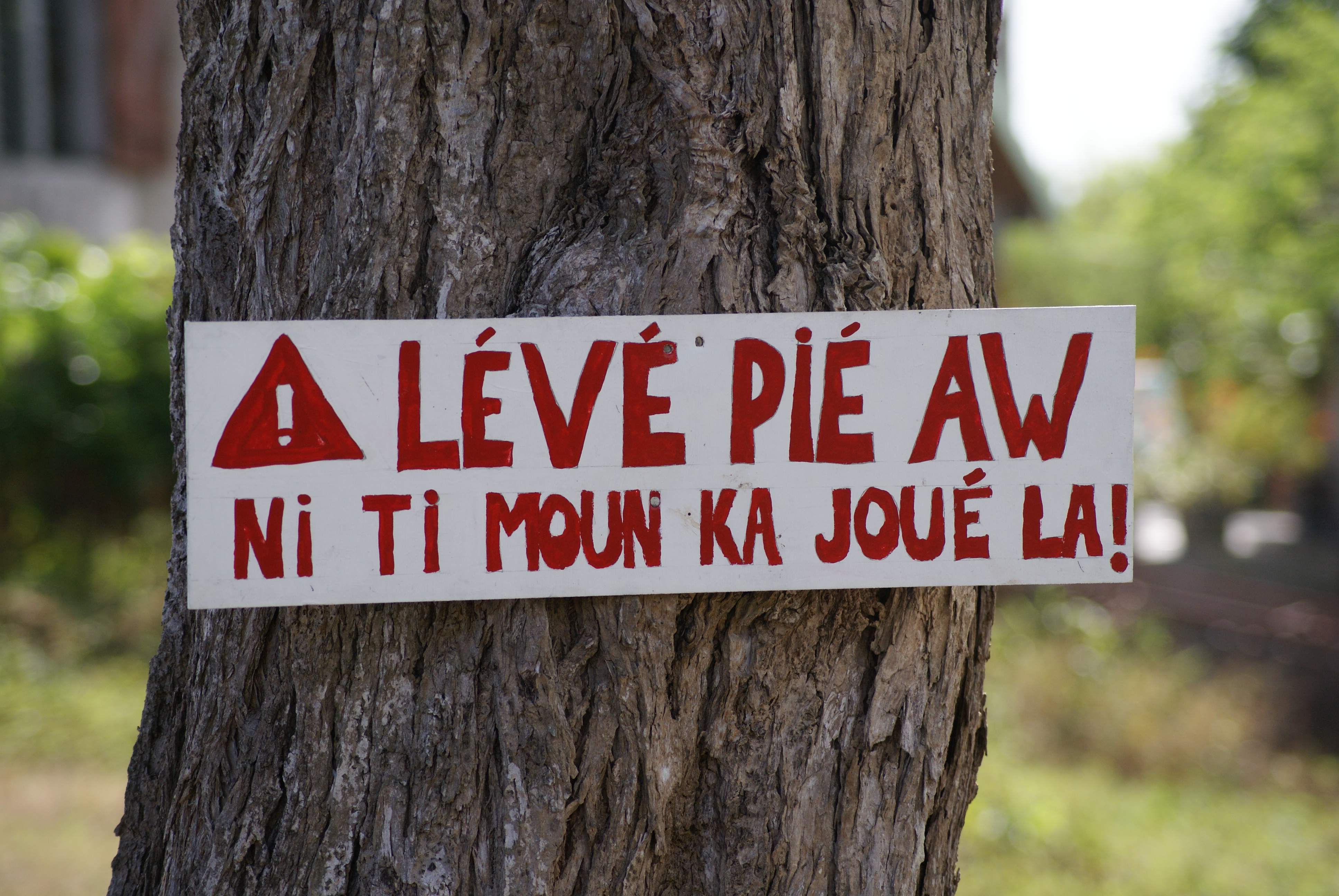
Napis w języku kreolskim z Gwadelupy: „Zwolnij. Tutaj bawią się dzieci”

Język antylski (fr. créole antillais) – język kreolski na bazie francuskiego, używany przede wszystkim na wyspach Małych Antyli. Język każdej wyspy ma własne charakterystyczne cechy, jednak zasadniczo wyróżnia się dwie główne odmiany: dialekt Martyniki i Gwadelupy oraz dialekt Saint Lucia i Dominiki, klasyfikowane przez Ethnologue jako odrębne języki.

## Gramatyka

### Zaimki osobowe
| Kreolski | Francuski     | Warianty oboczne |
| -------- | ------------- | ---------------- |
| an, mwen | je, moi       |                  |
| i        | il, elle, lui |                  |
| zòt      | vous          | zò               |

### Zaimki dzierżawcze i zależne
Zaimki dzierżawcze stoją po rzeczowniku, poprzedzone przyimkiem a.
| Kreolski | Francuski   | Przykłady                                                                    |
| -------- | ----------- | ---------------------------------------------------------------------------- |
| mwen     | me, moi     | Ban mwen biten an mwen, (donne moi mes affaires).                            |
| i        | le, la, lui | Ba'y biten a'y, (donne-lui ses affaires.)                                    |
| zòt      | vous        | Zòt vlé an ba zòt biten a zòt? (vous voulez que je vous donne tes affaires?) |

### Rodzajniki i zaimki wskazujące
1. rodzajnik nieokreślony On flè: une fleur.
2. rodzajnik określony Flè-la: la fleur.

1. zaimek wskazujący w liczbie pojedynczej Flè-lasa: cette fleur.
2. zaimek wskazujący w liczbie mnogiej Sé flè-lasa

### Czasowniki
Czasowniki w tym języku są nieodmienne, zaś czasy gramatyczne określane są za pomocą partykuł poprzedzających czasownik:
- ka wyraża czynność teraźniejszą (angielskie be + -ing).
- ké wyraża czynność przyszłą
- té oraz ø wyraża czynność przeszłą
- ja (francuskie déjà „już”) i przeczenie po ko (pas encore „jeszcze nie”)

| Kreolski                   | Znaczenie                        | Przykład angielski | Przeczenie  | Przykłady |
| -------------------------- | -------------------------------- | ------------------ | ----------- | --- |
| ka                         | teraźniejszość                   | be -ing            | pa ka, pa'a | Ou ka pati? Awa. (Tu pars? non.) "ka" może wyrażać także czynność powtarzającą się. "An ka travay lizin touléjou", ("Je travaille à l'usine tous les jours".) Codziennie pracuję w fabryce |
| kay (= ka + czasownik "ay" | bliska przyszłość                | be going to        | pa kay      | An kay manjé talè. (Je vais bientôt manger.) Zaraz będę jadł |
| té                         | umieszcza czynność w przeszłości |                    | pa té       | Si'w té di mwen sa, (Si tu me l'avais dit.) Gdybyś mi to był powiedział |
| sòti                       | bliska przeszłość                | I have just -ed    |             | Michel sòti rivé. (Michel vient juste d'arriver.) Natomiast " I sòti sòti" znaczy " Il vient juste de sortir". Właśnie wyszedł                                                             |